# Ctenobrycon alleni
Ctenobrycon alleni är en fiskart som först beskrevs av Eigenmann och Mcatee, 1907.  Ctenobrycon alleni ingår i släktet Ctenobrycon och familjen Characidae. Inga underarter finns listade i Catalogue of Life.